# にししのらじじ〜西明日香の大事なところ♡〜
『にししのらじじ〜西明日香のだいじなところ♡〜』（にししのらじじ にしあすかのだいじなところ）は、2019年10月7日から配信されているインターネットラジオ番組である。パーソナリティは声優の西明日香。公式推奨ハッシュタグは「#にししのらじじ」。

## 番組概要
基本的にはパーソナリティの西明日香が一人でしゃべるラジオである。ただし、一人だけでトークすることは稀で、番組スタッフの相槌が入ったり、番組スタッフとの会話が繰り広げられたりすることが恒例になっている。番組コンセプトは「西がリスナーと一緒に”かけがえのない場所”を作り上げていく」である。不定期でゲストも招いている。
通常配信に加えて、番組の周年記念日や西の誕生日付近には特別生配信が行われることもある。そこでは、ゲストを招いた上で、ゲストとのトークやリスナーからのメール、特別企画などでお祝いすることが多い(2023年7月現在)。

### パーソナリティ
- 西明日香（愛称：あすか、あっちゃん、他）

### 配信媒体・配信時間
- 2019年10月－2020年7月

ニコニコチャンネルおよびPeriscopeで配信されていた。ニコニコチャンネルでは映像+特典映像「にしし会議」付き、Periscopeでは音声のみの配信であった。配信時間は毎週月曜日の23時。
- 2020年8月－2024年5月

2020年8月からは、ニコニコチャンネルでの配信は継続する一方で、Periscopeでの配信をYouTubeの公式アカウント「にししのらじじ 西明日香のだいじなところ」での配信に移行した。Periscopeと同様に、YouTubeでは音声のみの配信が行われている。配信媒体の変更に合わせて、配信時間も毎週月曜日の23時から毎週月曜日の22時に変更された。特別生放送を行う場合には、通常配信とは開始時間が異なることがある。
西の育児休暇中の期間は主にズームによる自宅でのリモート配信となった。なお、第187回から第190回にかけての配信はYouTubeではされず、ニコニコチャンネルでの会員限定のみの配信となっている。
- 2024年6月－8月

ニコニコサーバー大規模ダウン時においては、引き続きYouTubeにおける音声のみの配信は継続しつつも、7月に入り第248回から第256回は動画形式の配信における代替手段として『OPENREC.tv』において動画配信を行っていた。
- 現在

2024年8月終盤にニコニコサーバー大規模ダウンが終束し、ニコニコチャンネルにおける配信が再開されて以降においては、YouTubeにおける音声のみの配信および、『OPENREC.tv』と『ニコニコチャンネル』において動画配信を行っている。さらに『OPENREC.tv』チャンネル会員向けにはそれぞれのグレードに応じた特典やサービスなどもある。

## コーナー

### 現行コーナー[16]
- ふつおた

リスナーから寄せられてた質問や報告、感想メールなどを基に、西や番組スタッフ、ゲストがトークを展開するコーナー。
- ご新規さん！いらっしゃい

ご新規さんからのメールを最大限盛り上げていくコーナー。メールの紹介は「ふつおた」内で行われる。
- (西ﾟ∀ﾟ)ｱﾊﾊハハ八八ﾉヽﾉヽノヽノ＼/＼

発表されたお題に対する大喜利の回答を紹介するコーナー。コーナータイトルは西の特徴的な大きな笑い声に由来している。
- 変なおじじ

リスナーが遭遇した変なおじさんやおばさんの情報を募集するコーナー。
- これ、なんですのん

街中やネット上で見つけたよく分からないものを募集するコーナー。
- こうしたらええやん！知らんけど

リスナーから寄せられたお悩みに真面目かつ無責任なアドバイスを送るコーナー。
- メンヘラ人妻にししの恋愛カウンセリング

リスナーから寄せられた恋愛相談にアドバイスするコーナー。
- ごはんで大げんか

食事に関して意見が分かれそうなテーマを募集し、西と番組スタッフで大げんかするコーナー。
- ケンコー健康 生きるもんネ？

リスナーの健康に関する話を募集し、お互いに鼓舞しあうコーナー。
- ものまねCM

コーナー開始当初はリスナーから宣伝してほしいものを募集するコーナーだった。現在は声優バラエティ番組レーベル「PHONON」を擁する株式会社テンフィート制作の別番組のCMに対するディレクションを募集するコーナーになっている。
- にしし会議テーマ

『ニコニコチャンネル』及び『OPENREC.tv』のおまけコーナー。真面目なテーマやくだらないテーマなど、本編で取り上げにくい内容を募集している。
- あっちゃん先生とゲストちゃん先生に叱られる！

いけないことをしたことを告白して叱ってもらうコーナー。当初は通常回でも紹介されていたが、現在はタイトルも変わってゲスト回の特別コーナーになっている。

### 終了・休止コーナー
- ぼくの／わたしのだいじなところ♡

番組コンセプトにある「かけがえのない場所」を作っていくために、リスナーの「だいじなところ」を募集するコーナー。
- 西明日香のおいしい水

番組タイトル案であった「西明日香のおいしい水」をコーナー名にしたら、どのような内容の企画になるのかを募集するコーナー。
- これが綺麗なにししだ！

リスナーから届いた適度に"ゲスい or きちゃない"メールに大人の女性として上品に対応するコーナー。
- 西明日香のおいしい水(黒歴史)

水に流したいリスナーの黒歴史を募集するコーナー。
- 西明日香のおいしい水(メリー)

リスナーから届いた質問に教えたがりのマーメイドであるメリーが答えるコーナー。
- にししサンタとメリークリスマス

一年間どれほど良い子として過ごしてきたのかをリスナーから募集するコーナー。
- なんだかいけそうな気がする～[24]

- やっちゃえ！NISHISAN

西に挑戦してほしいことや期待していることを募集するコーナー
以上の他に適宜、特別コーナーが設けられることもある。

## ゲスト
|      | 回               | 配信日           | ゲスト            | 備考                   |
| ---- | ---------------- | ---------------- | ----------------- | ---------------------- |
| 2019 | 第5・6回         | 11月4日・11日    | 吉田有里          |                        |
| 2019 | 第9・10回        | 12月2日・9日     | 佐藤聡美          |                        |
| 2019 | 第13回           | 12月30日         | 内山夕実          |                        |
| 2020 | 第14回           | 1月6日           | 内山夕実          |                        |
| 2020 | 第43・44回       | 7月27日・8月3日  | 明坂聡美          |                        |
| 2020 | 第49・50回       | 9月7日・14日     | 東山奈央          |                        |
| 2020 | 第53回           | 10月5日          | 三上枝織          | 放送開始1周年記念      |
| 2020 | 特別編           | 11月21日         | 中村繪里子        | ゲーム実況生配信       |
| 2020 | 第59・60回       | 11月16日・23日   | 上坂すみれ        |                        |
| 2021 | オンライン生誕祭 | 2月13日          | 田丸篤志          | 誕生日記念生放送       |
| 2021 | 第79・80回       | 4月5日・12日     | 高森奈津美        |                        |
| 2021 | 第87・88回       | 5月31日・6月7日  | れきしクン        |                        |
| 2021 | 第99・102回      | 8月23日・9月13日 | 荻野可鈴          |                        |
| 2021 | 第100回          | 8月30日          | 諏訪彩花          | 8月28日公開録音 昼の部 |
| 2021 | 第101回          | 9月6日           | 高森奈津美        | 8月28日公開録音 夜の部 |
| 2021 | 第111・112回     | 11月15日・22日   | 山崎エリイ        |                        |
| 2022 | オンライン生誕祭 | 2月12日          | 三上枝織          | 誕生日記念生放送       |
| 2022 | 第135・136回     | 5月2日・9日      | 佐藤ポン          |                        |
| 2022 | 第137・138回     | 5月16日・23日    | 田中真奈美        |                        |
| 2022 | 第143・144回     | 6月27日・7月4日  | 並木さくら        |                        |
| 2022 | 第153・154回     | 9月5日・12日     | グレート-O-カーン |                        |
| 2023 | オンライン生誕祭 | 2月12日          | 種田梨沙          | 誕生日記念生放送       |
| 2023 | 第203・204回     | 8月21日・28日    | 明坂聡美          |                        |
| 2024 | オンライン生誕祭 | 2月10日          | 田中真奈美        | 誕生日記念生放送       |
| 2024 | 第243・244回     | 5月27日・6月3日  | 三上枝織          |                        |
| 2025 | オンライン生誕祭 | 2月9日           | 内山夕実          | 誕生日記念生放送       |
| 2025 | 第300回・301回   | 7月7日・14日     | 巽悠衣子          |                        |